# Ermensee
Ermensee is een gemeente en plaats in het Zwitserse kanton Luzern en maakte deel uit van het district Hochdorf tot op 1 januari 2008 de districten van Luzern werden afgeschaft.

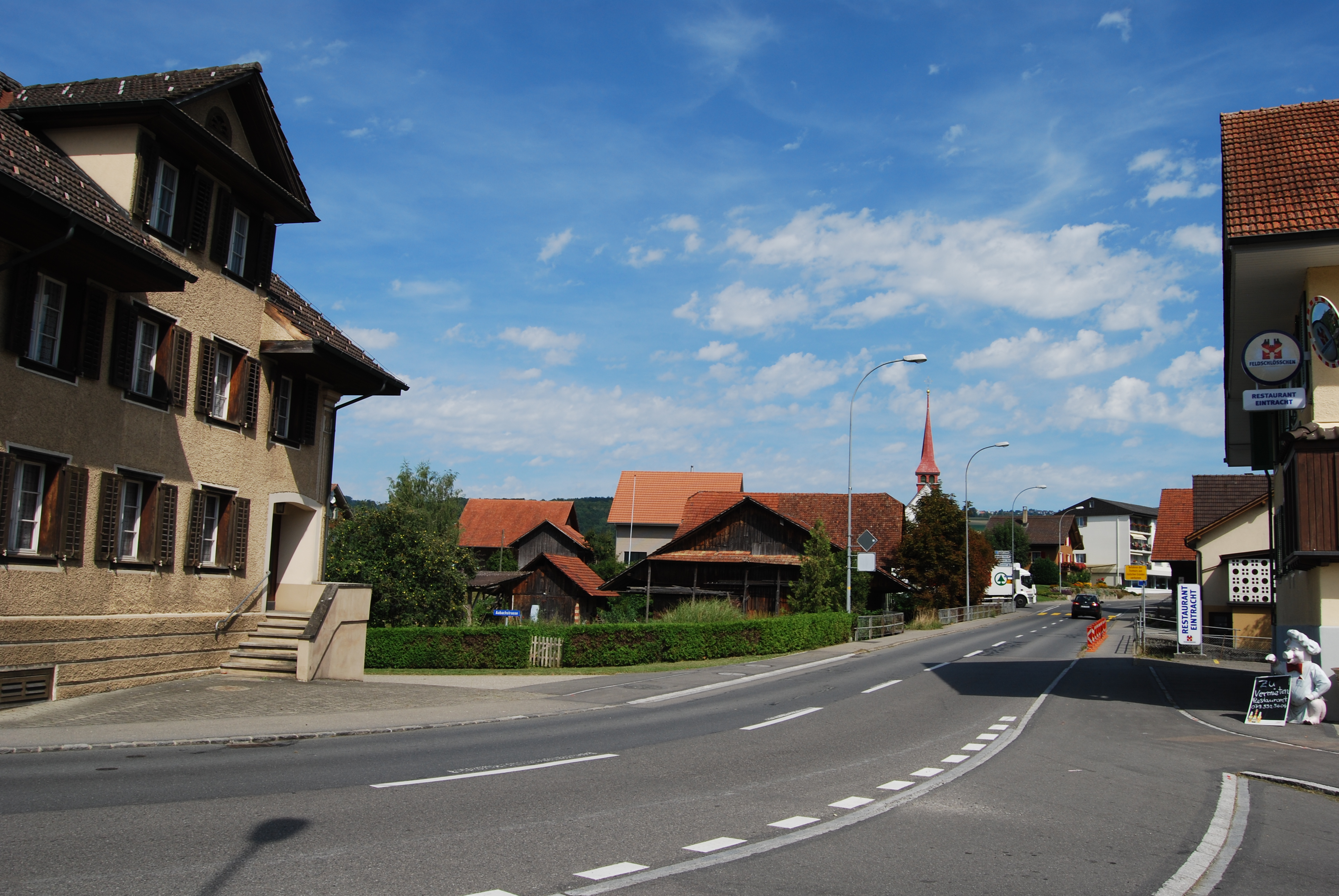
Emmensee

Ermensee telt 800 inwoners.

## Geboren
- Damian Müller (1984), politicus